# Bromus moellendorffianus
Bromus moellendorffianus är en gräsart som först beskrevs av Paul Friedrich August Ascherson och Karl Otto Robert Peter Paul Graebner, och fick sitt nu gällande namn av August von Hayek. Bromus moellendorffianus ingår i släktet lostor, och familjen gräs. Inga underarter finns listade i Catalogue of Life.